# Миколаєнко Володимир Васильович
Володимир Васильович Миколаєнко (нар. 8 квітня 1960, Херсон) — український політик. На позачергових виборах херсонського міського голови 25 травня 2014 року обраний міським головою Херсона. На чергових місцевих виборах за підсумком двох турів (25 жовтня та 15 листопада 2015 року відповідно) обраний повторно міським головою Херсона. До того, секретар Херсонської міської ради, т. в. о. міського голови. На даний час — безпартійний.

## Біографія
Народився в родині службовців.
У 1967 році пішов на навчання до восьмирічної школи № 16 м. Херсона.
У 1975 році вступив до Херсонського морехідного училища рибної промисловості за спеціальністю «експлуатація суднових силових установок», яке закінчив у 1979 році, набувши освіту технік-судновий механік.
У 1979 році отримав призначення на роботу до Владивостокської бази тралового та рефрижераторного флоту, де працював на посаді механіка судна до 1982 року.
3 1982 по 1991 рік працював на Херсонському консервному комбінаті на посаді механіка судна цеху водного транспорту.
В 1984 році вступив до Херсонського індустріального інституту.
В 1990 році закінчив Севастопольський приладобудівний інститут за спеціальністю «експлуатація суднових силових установок», набувши освіту інженера-судномеханіка.
З 1991 року механік флоту Спілки риболовецьких колгоспів Херсонської області.
З 1993 року до травня 2006 року працював керівником приватного підприємства.
3 червня 2006 року — заступник голови Дніпровської районної ради у м. Херсоні.
Депутат Херсонської міської ради V (2006–2010) та VI (з 2010) скликань.
З травня 2014 року — міський голова Херсона.
Одружений, має доньку.

## Погляди, громадянська позиція та доля

### Участь у Євромайдані та позиція щодо цілісності України
Володимир Миколаєнко — учасник Євромайдану. Херсон під час подій, пов'язаних з анексією Криму та військовою агресією на Сході України, став стратегічним тимчасово прикордонним містом. Володимир Миколаєнко висловив свою жорстку позицію щодо недопущення провокацій в Херсоні та неможливості захоплення міста терористичними угрупованнями:
|  | Ни местных сепаратистов, ни приезжих актеров сепаратного жанра мы встречать хлебом-солью не будем. Если потребуется - будем стрелять на поражение. Все предупреждены и понимают серьезность ситуации. |

### Декларація
У 2017 році перебуваючи на посаді міського голови Володимир Миколаєнко подав електронну декларацію за 2016 рік [Архівовано 5 липня 2017 у Wayback Machine.]. Згідно з якою у власності мера та його дружини знаходиться три квартири. Володимир Миколаєнко також є власником трьох земельних ділянок, та власником акції у чотирьох компаній: МВАТ «Лисичанський завод гумових технічних виробів», ВАТ «Херсонобленерго», ВАТ «НДІ автоматизації промисловості», ВАТ «Реалізаційна база». Загальний дохід мера та його дружини у 2016 році становив 262 тисячі 524 гривні.

### Полон
Під перебування в Херсоні в часи окупації Миколаєнко відмовився йти на співпрацю з окупантами і був захоплений в полон та навіть у полоні проявив свою незламність, відповівши пропагандисту, що вважає він Шухевича героєм, бо «країна назвала когось героєм, значить для неї він герой» та спростував тезу росіянина, що той «воював за нацистську Німеччину», зазначивши, що насправді «він воював за Україну».
Надалі він був ймовірно був вивезений до інших окупованих територій чи РФ, доля Миколаєнка після звільнення Херсона невідома, проте станом на 11 листопада 2022 року він ще ймовірно залишався в полоні.
Попри численні повідомлення та висвітлення полону ексмера у ЗМІ, факт його ув'язнення цілковито ігнорується Президентом України Володимиром Зеленським та уповноваженими особами, зокрема віцепрем'єркою Іриною Верещук та Дмитром Лубінцем. Питання звільнення мера-патріота під час обміну в публічній сфері ними не піднімається. Жодної реакції від інших посадових осіб також не помічено. Водночас про факт полону ексмера повідомляв громадський активіст Сергій Стерненко.